# (2652) Yabuuti
(2652) Yabuuti est un astéroïde de la ceinture principale découvert le 7 avril 1953 par l'astronome allemand Karl Wilhelm Reinmuth. Le lieu de découverte est Heidelberg (024). Sa désignation provisoire était 1953 GM.
Sa distance minimale d'intersection de l'orbite terrestre est de 1,421019 ua.